# عصر الأئمة (مسلسل)
عصر الأئمة هو مسلسل ديني تاريخي مصري بطولة محمد رياض وحمدي غيث، ومن إنتاج اتحاد الإذاعة والتلفزيون المصري ومن إخراج حسام الدين مصطفى يتناول سيرة الأئمة الثلاثة الشافعي ومالك وابن حنبل ويعتبر مكمل للمسلسل أبو حنيفة النعمان.

## شخصيات المسلسل
| - حمدي غيث: الإمام مالك - إبراهيم يسري: الأمام الشافعي - محمد رياض: الإمام بن حنبل - فايزة كمال: السيدة نفيسة - كمال أبو رية: الخليفة المهدي - منال سلامة: فاطمة بن مالك - صفاء الطوخي: زبيدة بنت جعفر - منى حسين: حميدة زوجة الشافعي - فاروق نجيب: ميمون رئيس البريد - أحمد فؤاد سليم: عبد الله بن حنبل - مفيد عاشور: أحمد ابن إبي داود - إيمن عبد الرحمن: أبو يوسف - تيسير فهمي: الخيزران زوجة المهدي - عثمان محمد علي: أبو يعقوب | - رضا الجمال:إبراهيم بن إسحاق والد العراق - حلمي فودة: هارون الرشيد - أشرف طلبة: الخليفة المأمون - أحمد صادق: الشيباني - محمد صلاح:يحيى بن معين - رباب: صفية والدة بن حنبل - عفاف رشاد: عائشة زوجة عبد الله - عمر ناجي: ساسو خادم قسطنطين - هشام عثمان: قسطنطين ابن عم باهور - الان زغبي:باهور البلغاري - جمانة شرف الدين:نوران زوجة المأمون - لانا يوسف: سيسيليا أخت قسطنطين - هبة توفيق: درة زوجة بن داود | - الفت سعيد:العباسة زوجة أحمد بن حنبل - حمادة عبد الحليم - ياسر علي ماهر: أبو عمر خادم الإمام مالك - محمود البنا: الخليفة الأمين - لاشينة لاشين:لؤلوة خادم الخيزران - أمل عبد الغني - عواطف حلمي:حماة أحمد ابن حنبل - محمود عامر - عباس منصور - سيد جبر:محمد بن نوح - متولي علوان: جابر - محمد عبد الحليم: عبد الكريم - كاظم شعبان | - مجدي كامل: عمر زوج فاطمة بنت مالك - محمد عبد الجواد - محمد أحمد: الخليفة المنصور - أحمد حجازي - عادل عطية - عليه عبد العظيم - محمود زكي - محمد عنتر - عادل مصيلحي - شوكت الشيخ - عوض بدوي - مجدي أدريس: محمد بن حنبل - بدر الدين حسنين | - خيري القليوبي - عبد السلام الدهشان:تيودور خادم سيسيليا - أمينة سالم - أماني البحطيطي - مي عبد الواحد - سليمان حسين - أحمد أبو عبية - توفيق الكردي - همام تمام - إسماعيل عبد الفتاح - محمد سعيد - معوض إسماعيل: بن حنبل طفل - ياسر صادق: الخليفة المتوكل |

## فريق العمل
| - الموسيقى التصويرية: عبد العظيم عويضة - الألحان: عبد العظيم محمد - كلمات التتر: أحمد شفيق كامل - غناء: أحمد إبراهيم - مهندس الديكور: زينب الشايب - تصميم الأزياء: سامية عبد العزيز | - مدير الإضاءة: محمد السيد - مدير التصوير: تيمور بكير - ميرفت محي الدين - التصوير: نصر عبد السيد - محمد الجميل - حسام الشقنقيري - إعداد موسيقى: سمير زين - تصميم المقدمة والنهاية: ياسر زاهر - المونتاج:أحمد نديم | - مونتير :عبد الله عواد - فيديو فونت: مجدي مصطفى - تسجيل ومونتاج فيديو: محمود حجازي - رضوان عبد الستار - التصوير الخارجي:مدينة الإنتاج الإعلامي - أنتاج وتوزيع: اتحاد الإذاعة والتلفزيون المصري - مساعد مخرج أول:محمد نبيل | - مساعد مخرج ومونتاج:جيهان رزق - مساعد مخرج أول: إستيفان منير - مدير الإنتاج:شريف البصيلي - المنتج الفني:سيد أبو السعود - أخراج: حسام الدين مصطفى |

## روابط خارجية
- عصر الأئمة على موقع قاعدة بيانات الأفلام العربية